# 帕尔马西亚
帕尔马西亚（葡萄牙語：Palmácia）是巴西塞阿拉州的一个市镇。总面积117.816平方公里，总人口9634人，人口密度81.8人/平方公里。